# Place Royale (Montréal)
Pour les articles homonymes, voir Place Royale.
La place Royale est une ancienne place publique de Montréal.

## Situation
La place Royale à la Pointe-à-Callière et ce qui s'y trouve en dessous, la crypte archéologique, font maintenant partie du complexe muséal Pointe-à-Callière, musée d'archéologie et d'histoire de Montréal qui l'anime en faisant occasionnellement revivre le passé.

## Historique
Ce fut un lieu d'échange vers 1667 et demeura une place de marché jusqu'en 1807.
« En 1836, le gouvernement du Bas-Canada exproprie l'ancienne place du marché et fait construire la maison de la Douane au centre. La partie sud de la place est réaménagée avec arbres, clôtures de fer forgé et fontaine : elle est baptisée square de la Douane. C'est en 1892, à l'occasion du 250e anniversaire de la fondation de Montréal, qu'elle prend le nom de place Royale. »
Elle a aujourd'hui presque disparue par l'agrandissement de l'édifice des douanes et l'environnement urbain.

## Bâtiments remarquables et lieux de mémoire
|  |  |